# Swing revival
O Swing revival foi um movimento no final da década de 1990 e  início da década de 2000 período de  interesse popular em swing e jump blues, músicas e danças que surgiram entre 1930s e 1940s, som produzido por Louis Prima, muitas vezes misturada com  rock, rockabilly ou ska, o estilo também é conhecido como neo-swing ou retro swing.

## História
O início do movimento neo-swing é normalmente creditada à banda de Los Angeles Royal Crown Revue, criada em 1989, eles tocavam um  rockabilly influênciado por  swing e jump blues. Neste mesmo ano, dois outras influentes bandas foram criadas :  Big Bad Voodoo Daddy da California, que se aproximava mais  próximo do swing original,   Cherry Poppin 'Daddies de Eugene, Oregon, uma banda de rock que tinha influência de swing (embora não fosse seu foco principal).
A maioria das bandas de swing revival  foram criadas a partir de uma seção rítmica de rock and roll  com guitarra elétrica, contrabaixo e bateria, com três ou quatro instrumentos de sopro, que consistiam normalmente em trompete, saxofone e trombone. Uma das bandas de swing revival, The Brian Setzer Orchestra, cujo líder, Brian Setzer, integrou a banda de rockabilly, Stray Cats, utiliza bastante instrumentos de sopro, com treze instrumentos de sopro, é a que mais se aproxima do tamanho dos grupos da era do Swing na década de 1930.
Grande parte das bandas de swing revival tem influência do estilo popularizado por Louis Prima chamados jump blues. A utilização do termo "swing" é baseado mais na orquestração e dança e não só no estilo musical. O swing  nos anos 30 e 40 fez parte da era das Big Bands, liderada por Glenn Miller, Artie Shaw, Duke Ellington e Benny Goodman. No entanto, no final dos anos 1940 e início dos anos 1950 um novo estilo, conhecido na época como jump blues, tornou-se popular em  clubes Afro-americano  onde  tocavam músicos tais como Cab Calloway, Big Joe Turner, Lowell Fulson, Louis Jordan e Louis Prima.
Bandas de Swing revival se concentram noa ensaios e  em arranjos suaves, distantes do Hot Jazz, que era focado no improviso e que incidiu sobre o virtuosismo instrumental.

## Encontro da popularidade
Durante todo o início da década de 1990, neo-swing foi principalmente um movimento underground, embora, em 1993, através de filmes como Swing Kids e O Máskara (cuja trilha sonora tinha tanto Royal Crown Revue, que fez uma participação especial no filme, quanto Brian Setzer Orchestra)  possibilitou ao gênero  a conquista de um público maior, ainda não era o bastante.
Até o final dos anos 90, a popularidade do retro swing cresceu. O filme Swingers (1996), estrelado pela banda Big Bad Voodoo Daddy, foi um sucesso de público e crítica. Em 1997, a terceira onda ska e ska punk havia se tornado uma importante presença no cenário musical. O sucesso comercial de bandas como The Mighty Mighty Bosstones, que combinada ska e punk com um proeminente naipe de metais, e Hepcat, que tocava um jazz tradicional  e R&B influenciado pelo ska, provavelmente ajudou a preparar o caminho para um sucesso maior do neo-swing. 
Finalmente, em 1998 e 1999, o swing revival encontrou um grande sucesso, graças  em  grande  parte pelo enorme sucesso do comercial da loja de roupas The Gap apresentando uma gravação original de "Jump, Jive and Wall" interpretada por Louis Prima com dançarinos com vestido de caqui apresentando um número de Lindy Hop. Bandas Neo-swing  atingiram o Top 50 da Billboard, Ao mesmo tempo Big Bad Voodoo Daddy tocou no XXXIII Super Bowl, e a música retro-swing estavam presente em programas de televisão e nos filmes, tais como Blast from the past de 1999.
Ironicamente, as mais populares bandas desse movimento, a Cherry Poppin 'Daddies e Squirrel Nut Zippers, cujos álbuns Zoot Suit Riot e Hot, respectivamente, alcançaram o número um do Top Heatseekers da Billboard, foram involuntariamente classificadas como swing revival, acabaram se distanciando do gênero
No início da década de 2000, a popularidade do  neo-swing  tinha acabado e da maioria das bandas retro swing tinha desaparecido. Apesar de um considerável número de bandas da época ainda realizar shows, apenas Big Bad Voodoo Daddy e The Brian Setzer Orchestra ainda fazem o mesmo sucesso, tocando em grandes espaços, como o Hollywood Bowl.
Mambo No. 5 de Lou Bega tinha elementos de big bands.
Nos últimos anos, o swing tornou-se popular na Alemanha. estilos  e harmonias de Jazz  volta e meia atingem um  certo sucesso, a partir de 2008, especialmente artistas de  R&B música como Flobots. Cantores Roger Cicero  e Tom Gaebel conseguiram fãs tanto nos seu países quanto no resto domundo. o estilo de  Cicero  é o  swing das décadas  de 40 e 50, combinado com letras em  alemão e em outros idiomas, ele participou na Alemanha do Eurovision Song Contest em 2007.

## Bandas de swing revival
- Koop (Electronic/Jazz/Swing)
- 8½ Souvenirs
- Atomic Fireballs
- Big Bad Voodoo Daddy
- The Brian Setzer Orchestra
- Cherry Poppin' Daddies (rock/ska/swing/etc.)
- The Deluxtone Rockets
- The Hot Club of Cowtown (Western swing)
- Lavay Smith and her Red Hot Skillet Lickers
- Lee Press-on and the Nails
- Royal Crown Revue (rockabilly/swing)
- Royal Society Jazz Orchestra (Big Band Swing/Hot Synchopated Jazz/Blues)
- Ruby Joe (psychobilly/swing)
- Steve Lucky and the Rhumba Bums
- Squirrel Nut Zippers
- The W's (ska/swing)